# 向导 (周刊)
《向导》周报是于1922年9月13日在上海创刊的中共中央第一个政治机关报。

## 背景
1922年7月，中共二大制订了反帝反封建的民主革命纲领。1922年8月的“西湖会议”专门讨论国共合作问题，认为必须加强对中共的民主革命纲领的宣传，特别是加强对国共合作的宣传，决定出版《向导》周报。

## 介绍
《向导》于1922年9月13日在上海创刊，经费由共产国际资助，是一份政治评论刊物。陈独秀题写刊名，蔡和森、彭述之、瞿秋白先后担任主编。起初，中共各大区、省、市党组织的领导人是其主要撰稿人，如罗亦农、周恩来、赵世炎、彭澎、毛泽东等七八人，后期发展到近百人。《向导》最初不分栏，后设“时事短评”栏，之后该栏又分为“中国一周”、“世界一周”，再后来设“寸铁”栏刊载小随感，另外又设了“各地通讯”、“读者之声”、“余录”、“什么话”等栏目。起初每期8页，后增至12页、再至18页。《向导》的编辑部处于不断迁徙中，1922年10月随中共中央迁往北京，之后又被迫迁往广州，不久又从广州迁往杭州，接着又从杭州迁往上海。上海租界曾搜查、严禁出售，北洋政府一再下令禁邮、没收；但《向导》坚持出版，发行量从开始的几千份增至几万份，最高时竟达10多万份，受到广泛的欢迎，分销处由最初的几大城市发展到全国的大中城市，影响波及穷乡僻壤，并被誉为“黑暗中的中国社会的一盏明灯”，成为中国第一次国内革命战争时期影响最大的一份报纸。1923年12月在北京大学25周年纪念日的“民意测量”中，《向导》列全国周刊的榜首，获得最多“各界爱读”票。1925年中共四大认为，《向导》“立在舆论的指导地位”。1926年底，《向导》从上海迁往汉口。蒋介石发动四一二事件后，《向导》于1927年7月18日停刊，共出版201期，载文1474篇，累计346万多字。

## 主要内容
《向导》主要发表时事政治评论文章，以宣传中共的纲领、路线、方针、政策、指导群众斗争为主要任务。在国民党一大以前，《向导》集中精力宣传中共的反帝反封建的革命纲领，积极帮助孙中山进行国民党的改组，推动革命统一战线的建立。在国共合作形成后，《向导》除继续宣传中共的统一战线政策外，还对孙中山提出的「联俄、联共、扶助农工」三大政策作了重点宣传。同时，《向导》热情宣传和支持工农革命运动，促进了工农革命运动和国民革命的迅速发展。

## 宗旨
《向导》在创刊号《本报宣言》中鲜明地提出了中国共产党的奋斗目标：“反抗国际帝国主义”，“推倒军阀”。《向导》是中共中央第一份政治机关报，它的目标是建立“统一、和平、自由、独立”的中国，表明中国共产党已经成为独立的政治力量。

## 影响
《向导》周刊可以看做是列宁“党报理论”在中国的一次实践，是中共适应新形势、及时调整宣传策略、而对党报媒介形态的一种拓展和丰富。《向导》对当时的社会产生了重大的影响，将中国无产阶级新闻事业向前推进了一步。

中国人民对帝国主义的认识上升到理性认识，是从五四運動后、特别是从《向导》开始的。《向导》最先向中国人民揭示了帝国主义的本质。在《向导》的鼓动下，一场遍及全国的反对帝国主义的爱国运动迅速掀起。《向导》在统一中共全党认识、帮助国民党方面做了大量工作，推动国共合作迅速实现。它紧扣反帝反封建的主题，以工农运动为基础广泛组织革命力量，灵活运用斗争策略，将国民革命运动由一个高潮推向另一个高潮。1925年五卅惨案激起了全民族的愤怒和反抗，神州大地到处激荡着反帝爱国的声浪；《向导》提出了一系列正确的策略方针，保证了反帝爱国运动的健康发展。

## 理论贡献
中国革命一系列重大理论问题：包括对新民主主义革命总路线的概括、关于建立革命政权的理论探讨、关于武装斗争的理论、关于农民革命的理论、以及关于在中国建设社会主义社会的基本设想等五个方面。